# A Lei do Cão
A Lei do Cão é um filme brasileiro generalizado em drama criminal de 1967, dirigido e atuado por Jece Valadão.

## Enredo
Bebeto por ter ciume da noiva de seu amigo um dia resolve mata-lo. Por esse motivo Bebeto recua para o interior, porém, no caminho mata um policial. Quando Bebeto chega no interior contrata Quinzinho, um assassino pago para proteger ele.
- Classificação: 18 anos.

## Participações
- Paulo Frederico como Bebeto
- Edson Machado como Eduardo
- Betty Faria como Marta
- Jece Valadão como Quizinho
- Esther Mellinger como Alice
- Wilson Vianna como Comissário
- Mário Petraglia como Albino
- Henrique Martins como pai de Bebeto
- Neuza Amaral como mãe de Bebeto